# Gărzile Roșii (Finlanda)

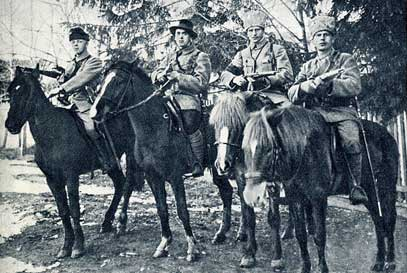
Ofițeri ai Gărzii Roșii

În timpul războiului civil din Finlanda, 1918, Gărzile Roșii au fost reprezentate de rebelii socialiști și comuniști , care au fost înfrânți de forțele Gărzii Albe finlandeze și a aliaților lor germani. Victoria Albilor a împiedicat răspândirea revoluției bolșevice în Finlanda.
Conducătorul Gărzilor Roșii finlandeze a fost Kullervo Manner.

## Articole înrudite
- Republica Socialistă Muncitorească Finlandeză